# Two Weeks
Two Weeks – pierwszy singiel zespołu Grizzly Bear z trzeciego albumu Veckatimest, wydany 1 czerwca 2009 roku. Dodatkowe wokale nagrała Victoria Legrand z Beach House.

## Teledysk
Wideoklip został wyreżyserowany przez  Patricka Daughtersa i przedstawia członków zespołu siedzących na kościelnej ławce i śpiewających synchronicznie. Ich głowy zaczynają świecić, następnie wylatują z nich iskry, a pod koniec filmu wybuchają ogniem.

## Recenzje
Utwór znalazł się na 5. miejscu najlepszych utworów 2009 roku i 162. całej dekady magazynu Pitchfork.

## Lista utworów
1. "While You Wait for the Others" - 4:29
2. "Two Weeks (Fred Falke Radio Mix)"
3. "Two Weeks (Fred Falke Extended Mix)"

### Certyfikaty sprzedaży
- Wielka Brytania: srebrna płyta (5 maja 2023)[4]